# 伊勢踊り
伊勢踊り（いせおどり）は、日本で近世に流行した舞踊の一種。

## 起源
伊勢踊りの先駆は室町時代に現われたとされる。松坂の伊勢踊りが伊勢神宮の信仰とともに日本各地に広まったといわれている。ただし、四国地方には鎌倉時代の元寇（特に弘安の役）のとき大風が吹き、これを「伊勢の神風」といい、この神風をたたえて神前で踊ったのが伊勢踊りの起こりであるとする伝承がみられる。
『名古屋市史 風俗編』（1915年）によると、『三河記』にある文明11年（1479年）7月の安祥城攻めの時に松平信光（左京亮信光）の軍が伊勢踊りの踊り子に紛れて城内に入った記述が最古という。異説もあり『舞曲扇林』（河原崎権之助著）は桂甚内ら伊勢山田の一行が京都へ途上する際に始まったとする。
日本各地の伊勢踊りに関しては、後述の慶長19年（1614年）の伊勢地方での風流踊りの流行のときに広まったものともいわれる。
なお、折口信夫は伊勢神宮の万度祓（まんどはらい）との関連性を指摘している。

## 近世の流行
『張州旧話略』によると慶長18年（1613年）8月に伊勢踊りは諸国に流行し、清須の町中でもみられ稀有の珍事としている。
『智仁親王御年暦』によると慶長19年（1614年）9月に「洛中伊勢おとりアリ」と記され、このときには「伊勢大明神御夢想」と称され（『言緒卿記』慶長十九年九月廿四日）、規模は「京中町々毎四五十人」（『孝亮宿弥日次記』同九月廿三日）で「一躍笠鉾三ツ計、金銀花餝衣裳」（『梵舜日記』同十月二日）と様子が記されている。このときの伊勢踊りは畿内から関東に至るまで大流行がみられた。
その後も元和元年（1615年）、元和二年（1616年）、寛永元年（1624年）、承応2年（1653年）などたびたび流行した。
近世の伊勢神宮への庶民信仰の昻揚が背景にあるとされ、幕末のええじゃないかとの関連も指摘されている。

## 文化財
- お伊勢踊り（愛媛県西予市三瓶町二及、西予市指定文化財）[3]
- 僧都の伊勢踊り（愛媛県愛南町若宮神社、愛南町指定文化財）[3]